# Kanton Saint-Germain-lès-Corbeil
Kanton Saint-Germain-lès-Corbeil is een voormalig kanton van het Franse departement Essonne. Kanton Saint-Germain-lès-Corbeil maakte deel uit van het arrondissement Évry en telde 29.107 inwoners (1999). Het werd opgeheven bij decreet van 24 februari 2014, met uitwerking op 22 maart 2015.

## Gemeenten
Het kanton Saint-Germain-lès-Corbeil omvatte de volgende gemeenten:
- Étiolles
- Morsang-sur-Seine
- Saint-Germain-lès-Corbeil (hoofdplaats)
- Saint-Pierre-du-Perray
- Saintry-sur-Seine
- Soisy-sur-Seine
- Tigery